# Death Wish 2 (Jo sóc la justícia)
Death Wish II és un film de 1982, seqüela del film Death Wish de 1974.

## Argument
Kersey aparentment no es dedicà a la caça de lladres a Chicago, però es va trobar amb un amic anterior que tenia una estació de ràdio a Los Angeles. Paul Kersey i la seva filla Carol, que encara està catatònica, ara viuen a Los Angeles pel fet que Paul va acceptar un tracte de la policia de Nova York per sortir de la ciutat perquè no l'hi digués a ningú que ell era el "vigilante". Paul té ara una nova dona en la seva vida, la reportera de KABC Geri Nichols. Un dia, mentre ell està amb Carol i Geri, és assaltat per una banda de punks. Paul es defensa, però ells se'n van. Els lladres van a casa seva, emmordassen, violen i assassinen la mainadera de Carol, i segresten i violen Carol, que mor en un intent de fuga (o, possiblement, se suïcida). Quan s'assabenta de la mort de la seva filla, Paul queda fora de si de dolor i ràbia, lloga una habitació d'hotel cutre, es disfressa i surt a la recerca dels assaltants que van matar Carol, eliminant-los amb la seua pistola Beretta Cheetah 0.380 o electrocutant el darrer membre de la banda. Quan la Policia de Los Angeles dedueix que tenen un vigilant a les mans, decideixen consultar amb la policia de Nova York, que temen que Kersey està matant als criminals de nou. Tement que Kersey, quan siga interceptat, pose de manifest que el van deixar anar en comptes de detenir-lo a ell, la policia de Nova York envia Ochoa per assegurar-se que això no passi. Kersey comença a utilitzar l'àlies de "Kimble" durant aquest període segons el que dicta la situació. Els esdeveniments esmentats anteriorment impliquen que la mort de la seva filla va tenir lloc el 1981 (segons indica l'oficial de Reiner a Death Wish 4, la filla de Kersey va morir en 1981).

## Repartiment
- Charles Bronson: Paul Kersey
- Jill Ireland: Geri Nichols
- Vincent Gardenia: Frank Ochoa
- J.D. Cannon: Fiscal
- Anthony Franciosa: Herman Baldwin
- Robin Sherwood: Carol Kersey
- Laurence Fishburne III: Cutter
- Charles Cyphers: Donald Kay
- Ben Frank: Tinent Mankewicz
- Michael Prince: Elliot Cass
- Thomas F. Duffy: Charles Wilson també anomenat Nirvana
- Kevyn Major Howard: Stomper
- Stuart K. Robinson: Jiver
- E. Lamont Johnson: Plunkett
- Silvana Gallardo: Rosario

## Crítica
Continuació de les aventures noctàmbules d'aquest justicier-venjador urbà. Res a afegir al judici emès amb motiu del primer lliurament, només que a aquesta cal afegir-li l'agreujant de complaença.